# Vékonycsőrű rigótimália
A vékonycsőrű rigótimália (Turdoides longirostris) a madarak osztályának verébalakúak (Passeriformes) rendjébe és a Leiothrichidae családjába tartozó faj.
Magyar név forrással, nincs megerősítve.

## Rendszerezése
A fajt Frederic Moore brit entomológus írta le 1854-ben, a Pyctorhis nembe Pyctorhis longirostris néven. Besorolása vitatott, egyes szervezetek a Chatarrhaea nembe sorolják Chatarrhaea longirostris néven, mások az Argya nembe sorolják Argya longirostris néven.

## Előfordulása
Dél- és Délkelet-Ázsiában, Banglades, Nepál és India területén honos. Mianmari jelenléte bizonytalan. A természetes élőhelye a szubtrópusi vagy trópusi szezonálisan elárasztott legelők. Állandó, nem vonuló faj.

## Megjelenése
Testhossza 22–23 centiméter, testtömege 35 gramm.

## Életmódja
Rovarokkal táplálkozik.

## Természetvédelmi helyzete
Az elterjedési területe kicsi, széttöredezett és csökken, egyedszáma 1500-7000 példány közötti és szintén csökken. A Természetvédelmi Világszövetség Vörös listáján sebezhető fajként szerepel.